# Барково (Троснянский район)
Барково — деревня в Троснянском районе Орловской области. Входит в состав Троснянского сельского поселения. Население — 83 чел. (2010).

## География
Барково находится в юго-восточной части области на Среднерусской возвышенности.
Часовой пояс
деревня Барково, как и вся Орловская область, находится в часовой зоне МСК (московское время). Смещение применяемого времени относительно UTC составляет +3:00.

## Население
| 2010 |
| ---- |
| 83   |

Национальный состав
Согласно результатам переписи 2002 года, в национальной структуре населения русские составляли 95 % от общей численности населения в  62 жителей